# Carter County (Kentucky)
Carter County is een county in de Amerikaanse staat Kentucky.
De county heeft een landoppervlakte van 1.063 km² en telt 26.889 inwoners (volkstelling 2000). De hoofdplaats is Grayson.

## Bevolkingsontwikkeling

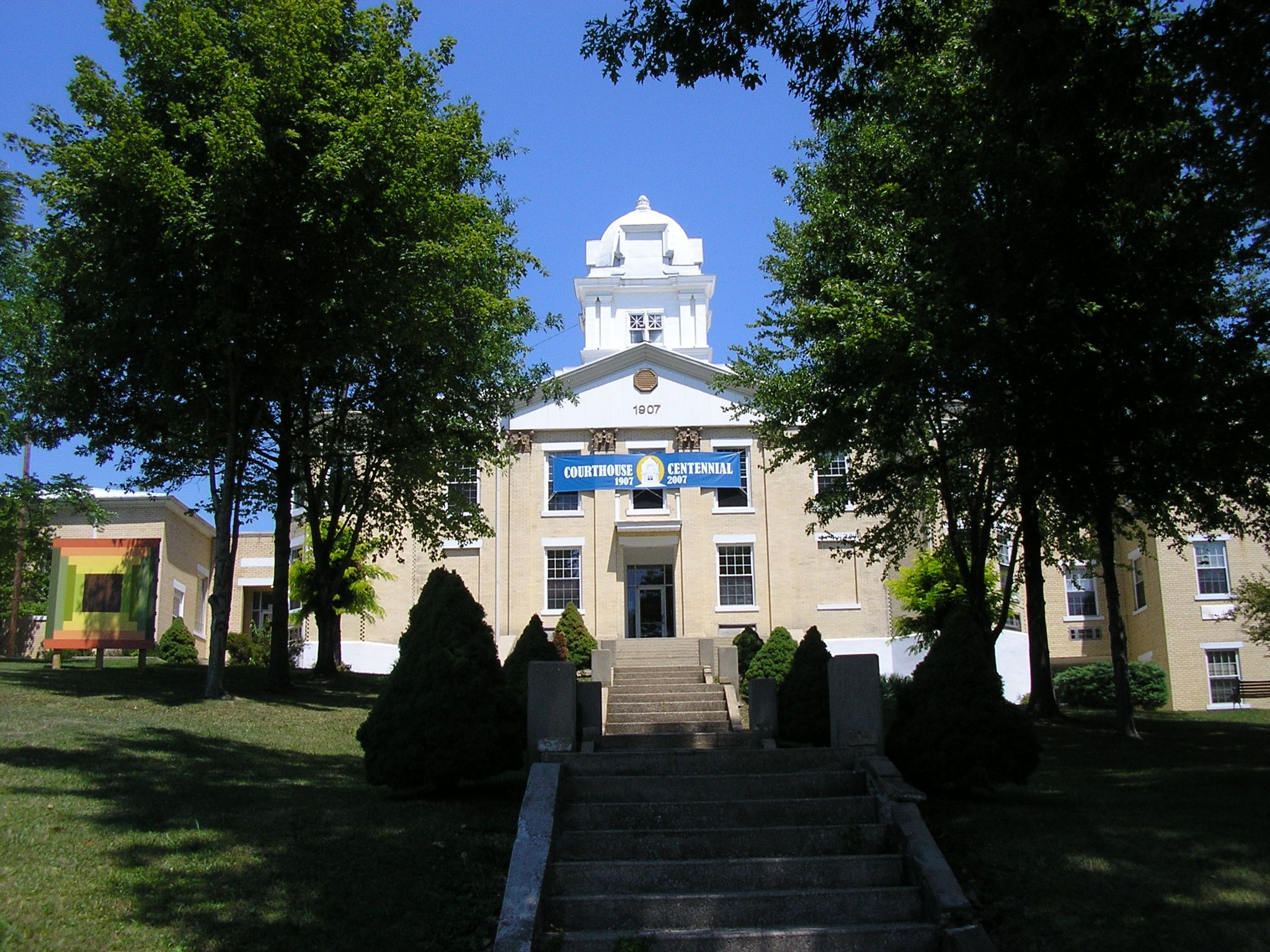
Carter County Courthouse